# Jari Nurminen
Jari Nurminen (ur. 10 listopada 1961 w Helsinkach) – fiński kierowca wyścigowy.

## Kariera
Nurminen rozpoczął karierę w międzynarodowych wyścigach samochodowych w 1980 roku od startów w Fińskiej Formule Vee, gdzie uplasował się na szóstej pozycji w klasyfikacji generalnej. W późniejszych latach pojawiał się także w stawce Fińskiej Formuły 3, Finnish F3 & FF2000 & Super VW combined championship, Niemieckiej Formuły 3, Europejskiego Pucharu Formuły 3, Formuły 3000, World Touring Car Championship, World Sports-Prototype Championship, 24-godzinnego wyścigu Le Mans, FIA GT Championship, Legends Trophy Finland, ESSO Yaris Cup, Ferrari Challenge Scandinavia, Ferrari Challenge Europe – Trofeo Pirelli, Finnish GT3 Championship, Camaro Cup Sweden, Camaro Cup Finland, Nordic Camaro U.S. Race oraz V8 Thunder Cars Sweden.
W Formule 3000 Fin startował w latach 1986–1988. Jednak w żadnym z dwunastu wyścigów, w których wystartował, nie zdołał zdobyć punktów.
W sezonie 1986 Fin pełnił rolę kierowcy testowego ekipy Arrows w Formule 1